# Фердинанд I (великий герцог Тосканы)
Фердинандо I Медичи (итал. Ferdinando de' Medici, 30 июля 1549 — 3 февраля 1609) — великий герцог Тосканский (1587—1609), значительно увеличивший престиж и влияние дома Медичи в Италии и за её пределами.

## Биография
Будучи младшим сыном герцога Козимо Медичи и Элеоноры Толедской, Фердинандо не предназначался для герцогского трона и уже в 14 лет получил титул кардинала без принятия священнических обетов (кардинал-мирянин). Проведя свою молодость в Риме, он собирал итальянские древности на построенной им же вилле Медичи, когда внезапная смерть его непопулярного брата Франческо сделала его наследником всей Тосканы. По научным данным, Франческо был отравлен мышьяком, скорее всего, самим Фердинандом. Вступив на тосканский престол, он оставался одновременно кардиналом, но отказался от титула с разрешения Папы, когда в 1589 вступил в брак с внучкой Екатерины Медичи, Кристиной Лотарингской.
Фердинандо выказал незаурядную проницательность, поддержав Генриха Наваррского ссудами ещё в то время, когда тот возглавлял антикатолическую партию. С вступлением Генриха на французский престол он направил свой флот в бухту Марселя, где овладел замком Иф, на который покушались также испанцы. Эта выходка привела к размолвке Фердинандо с французским королём, но в знак примирения тот женился (в 1600 году) на его племяннице, Марии Медичи. Чтобы успокоить императора насчёт этого союза с Бурбонами, Фердинандо устроил брак своего наследника с австрийской принцессой и направил свои войска в Эгейское море и в Африку на помощь австрийцам в их войне с турками.
Мудрая внешняя политика Фердинандо способствовала экономическому подъёму Тосканы и укреплению её финансов. Столь же взвешенно он расходовал свои богатства, отдавая приоритет осушению болотистой местности на востоке страны и превращению захолустного Ливорно в значительный торговый порт Средиземноморья. Среди искусств он особенно выделял музыку, и неудивительно, что при его дворе были поставлены первые в истории оперы.

## Семья
В семье Фердинандо I Медичи и Кристины Лотарингской родились пятеро сыновей и четыре дочери.
- Козимо II Медичи (1590—1621), великий герцог Тосканский, женился на Марии Магдалине Австрийской;
- Элеонора Медичи (1591—1617);
- Катерина Медичи (1593—1629), вышла замуж за Фердинандо I Гонзага, герцога Мантуанского;
- Франческо Медичи (1594—1614);
- Карло Медичи (1595—1666), кардинал;
- Филиппино Медичи (1598—1602);
- Лоренцо Медичи (1599—1648);
- Мария Магдалина Медичи (1600—1633);
- Клавдия Медичи (1604—1648), первым браком была замужем за Федерико Убальдо делла Ровере, герцогом Урбинским, вторым браком была замужем за эрцгерцогом Леопольдом V Австрийским.

## Награды
- — Орден Святого Стефана Папы и Мученика.